# کتی هاموند
کتی هاموند (انگلیسی: Kathy Hammond؛ زادهٔ november ۲, ۱۹۵۱ (۷۳ سال)) ورزشکار دو و میدانی اهل ایالات متحده آمریکا است.
وی در مسابقات کشوری و بین‌المللی در مجموع برندهٔ ۱ مدال نقره، ۱ مدال برنز شده‌است.